# HELLdorado
HELLdorado è il settimo album di inediti dei Negrita, pubblicato il 31 ottobre 2008 per l'etichetta Black Out. 

## Descrizione
Registrato tra Buenos Aires e la Toscana, è un album dalle mire internazionali che si esprime in italiano, inglese, spagnolo, francese, portoghese e contaminazioni linguistiche africane.
Prodotto da Fabrizio Barbacci, con alla batteria Cristiano Dalla Pellegrina e alle percussioni il brasiliano Itaiata De Sa, si arricchisce anche di tanti special guest tra cui: Roy Paci, gli argentini Bersuit Vergarabat, La Zurda.
L'album in Italia è disco di platino ed ha venduto oltre 100 000 copie.
Oltre al formato CD ed MP3, è stato pubblicato in formato vinile.

## Tracce
1. Radio Conga - 4:54
2. Il libro in una mano, la bomba nell'altra - 4:11
3. Malavida en Bs. As. - 4:23
4. Soy Taranta - 3:55
5. Gioia infinita - 4:19
6. Il ballo decadente - 3:15
7. Muoviti! - 3:23
8. Che rumore fa la felicità? - 4:30
9. Salvation - 3:35
10. Ululallaluna - 2:52
11. Notte Mediterranea - 4:23
12. Brother Joe - 4:27 (Fisarmonica: Andrea De Rocco "Pupillo" dei Negramaro)
13. Radio Conga (Afroblues version) (Solo se in preordine su iTunes)
14. Nevrotico alcolico stomp (Solo se in preordine su iTunes)

## Formazione
Gruppo
- Paolo Bruni – voce, chitarra
- Enrico Salvi – chitarra
- Cesare Petricich – chitarra
- Franco Li Causi – basso
- Cristiano Dalla Pellegrina – batteria

Altri musicisti
- John Type – scratch (tracce 1, 2 e 5)
- Daniel Suarez, Condor Sbarbatti – cori (tracce 1, 3 e 11)
- Fabrizio Barbacci – tastiera (tracce 4 e 5)
- Emanuel Yazurlo – ronroco (tracce 4 e 9)
- Roy Paci – tromba (tracce 4, 5, 7, 11 e 12)
- Guglielmo Pagnozzi – sassofono (tracce 4, 5, 11 e 12)
- Giorgio Giovannini – trombone (tracce 5, 7, 11 e 12)
- Cico MC – cori (traccia 7)
- Itaiata De Sa – percussioni, cori (traccia 10)

## Singoli/Videoclip
- Che rumore fa la felicità? (Radio Version) (promo, videoclip)
- Radio Conga (Radio Version) (promo, videoclip)
- Gioia infinita (Soul Mix) (promo, videoclip)
- Gioia Infinita (Soul Mix) (feat. Juanes) (promo)
- Malavida en Bs. As. (promo, videoclip per il mercato sudamericano)
- Il libro in una mano, la bomba nell'altra (promo)

## Classifiche

### Classifiche settimanali
| Classifica (2008) | Posizione massima |
| ----------------- | ----------------- |
| Italia            | 5                 |

### Classifiche di fine anno
| Classifica (2008) | Posizione |
| ----------------- | --------- |
| Italia            | 89        |
| Classifica (2009) | Posizione |
| Italia            | 46        |